# جيني باول
جيني باول (بالإنجليزية: Jenny Powell)‏ هي مذيعة ومقدمة تلفزيونية بريطانية، ولدت في 8 أبريل 1968 في إيلفورد ‏ في المملكة المتحدة.

## وصلات خارجية
- جيني باول على موقع IMDb (الإنجليزية)
- جيني باول على موقع ميوزك برينز (الإنجليزية)
- جيني باول على موقع قاعدة بيانات الفيلم (الإنجليزية)